# Parque da Uva (Videira)
Parque da Uva é uma área verde da cidade de Videira, no estado de Santa Catarina.
Situado no bairro Santa Gema, fica a dois quilômetros do centro de Videira. Tem 120 mil metros quadrados de área, e conta com bosques e áreas de lazer. Tem uma rica reserva de plantas nativas, como o pinheiro brasileiro araucária, entre outras espécies catalogadas.
É também o local onde se realiza o Festival do Vinho, um dos eventos de Videira, a capital da uva e do vinho de Santa Catarina.